# Ballerina in posa per il fotografo
Ballerina in posa per il fotografo è un dipinto del pittore francese Edgar Degas, realizzato intorno al 1875 e conservato al museo d'Orsay di Parigi.

## Descrizione

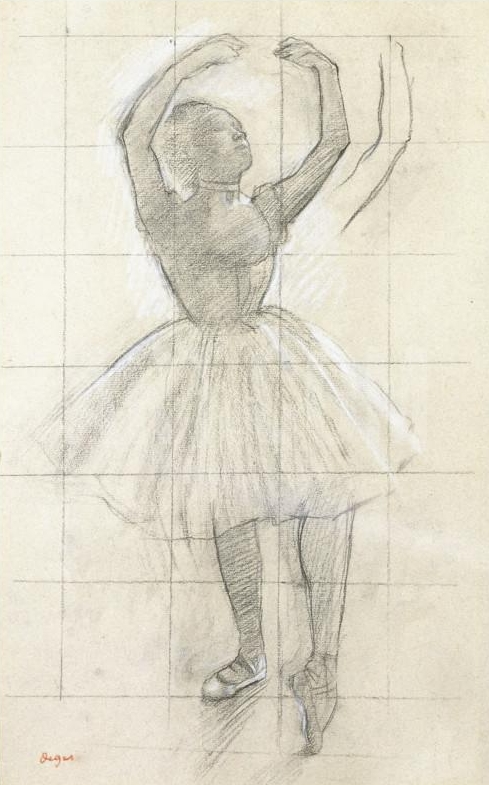
Studio grafico per la Ballerina in posa per il fotografo

In quest'opera l'implacabile occhio di Degas coglie una ballerina dietro la ribalta. La fanciulla non si sta infatti esibendo per un pubblico, bensì per un fotografo che deve immortalarla in un servizio: per questo motivo ella sta cercando una bella posizione con l'ausilio di uno specchio. Come in altre opere di Degas, il gesto della danzatrice non è ripreso nel momento della sua intensa e partecipata esecuzione artistica, bensì nell'attimo in cui i suoi arti, assestandosi, assumono un aspetto bizzarramente deforme, quasi grottesco. Contemplando le pose goffe, paradossali, innaturali che Degas assegnava a queste giovani muse Huysmans lo avrebbe rimproverato di rendere le loro movenze con «orrore». Si tratta di un'affermazione un po' forte, ma che rende eccellentemente la volontà di Degas di staccarsi dall'iconografia tradizionale e idealizzata per sostituirvi una rappresentazione realistica, talvolta vitale, talvolta intensamente drammatica. Anche in questo dipinto, infatti, Degas rinuncia esplicitamente ad abbellire il corpo o la posa della ballerina, nel segno di un'aderenza al vero autentica e vigorosa.
Negli scritti di Paul Valéry troviamo magistralmente definito il «credo pittorico» di Degas:
(Paul Valéry)